# Craugastor bransfordii
Craugastor bransfordii är en groddjursart som först beskrevs av Cope 1886.  Craugastor bransfordii ingår i släktet Craugastor och familjen Craugastoridae. IUCN kategoriserar arten globalt som livskraftig. Inga underarter finns listade i Catalogue of Life.